# 荀攸
荀攸（157年—214年），字公达，豫州颍川颍阴县（今河南许昌）人，三國時代曹魏著名的軍事家。荀彧的堂侄，荀攸祖父荀昙，官至廣陵太守。荀攸被曹操徵为汝南太守，入为尚书，以功封陵树亭侯。建安十二年，转为中军师。魏國初建，又被封为尚书令；214年，追諡曰敬。

## 生平

### 內藏英知
荀攸出身於士族家庭，父亲荀彝，任州从事之职。從小失去父母。荀攸十三歲的時候，他的祖父荀昙去世，一個過去在荀昙手下叫張權的官吏，主動找來要求為荀昙守墓。荀攸對叔父荀衢說：“這個人臉上的神色反常，我猜他是做了什麼奸猾的事情！”荀衢趁着晚上睡觉的时候趁機盤問，果然張權是因殺了人，逃亡在外，想以守墓隱藏自身。184年，何進秉政，徵海內名士荀攸等二十餘人。荀攸到，拜黃門侍郎。

### 刺殺董卓
189年，董卓之亂，關東群雄起義，董卓遷都長安。荀攸與議郎鄭泰、何顒、侍中种輯、越騎校尉伍瓊等人商議說：“董卓無道，天下人都怨恨他，雖然他聚集了不少精兵，但實際上不過是一個勇夫而已。如果我們現在直接刺殺董卓來告慰百姓，然後占據崤山、函谷關輔佐王命，號令天下，這是齊桓公、晉文公的舉動。”事未成就被人發覺，收何顒、荀攸入獄，顒憂懼自殺，荀攸言語飲食自若，恰好董卓被殺，荀攸便逃過一劫，出獄後荀攸棄官離開洛陽。荀攸認為巴蜀險固，人民殷盛，求為蜀郡太守，但由於路太難走交通不便而放棄，改遷荊州居住。

### 志同契若
196年，曹操迎天子至許昌，曹操素聞荀攸之名，做書招荀攸，於是升荀攸為汝南太守，入為尚書。曹操初見荀攸，與語大悅，對荀彧、鍾繇說：“公達不是平常的人，我能夠和他一同商議大事，怎麼還會憂慮得不到天下呢？”

### 經達權變
198年，荀攸隨曹操征討張繡。荀攸看出當時的形勢對曹操很不利，就對曹操說：“張繡與劉表聯合，互為犄角之勢，但是張繡人馬靠劉表供給，時間一久，劉表力不能支，必然與張繡分裂。我不如緩兵以待其變；若急切進攻，劉表必拼死相救，我軍不易取胜。那時就會形成進退維谷之勢。”曹操沒聽勸告，出兵對張繡作戰，劉表果然發兵相救，曹軍失利，曹操幾乎死在那裡。198年，曹操自宛征呂布，至下邳，呂布敗退固守，攻之不勝，連戰，士卒疲勞，曹操欲回。荀攸與郭嘉說曰：“呂布勇而無謀，今三戰皆敗，其銳氣已無。三軍以將為主，主衰則軍無戰意。就算陳宮有計謀也太遲了，現在呂布士氣尚未恢復，陳宮的計謀尚未定奪，乘此機會奮進急攻，就可以擊破呂布了。”乃引沂、泗之水灌城，城潰，生擒呂布。

### 妙計百出
200年二月，袁紹首先派大將顏良圍攻白馬（今河南滑縣東）。四月，曹操親自率軍北上救白馬之圍。當部隊正向前開進時，荀攸認為不能與實力懸殊的強大敵人正面對抗，他分析了當時的形勢提出了聲東擊西、解救白馬的作戰方略。他認為袁紹兵多，應設法分散其兵力，於是勸曹操引兵先到延津，偽裝渡河攻袁紹後方，使袁紹分兵向西應戰，然後再派輕騎襲擊進攻白馬的袁軍，攻其不備，一定可以打敗顏良。曹操聽了他的這一番話，覺得十分有道理，就依計而行，袁紹果然分兵延津。曹操乘機率輕騎襲擊白馬，顏良不及防備，被關羽斬殺。曹操解白馬之圍後，率六百騎兵押送糧草輜重沿河西退。軍行不久，與袁紹五六千追兵相遇。諸將見敵眾我寡，都感到很害怕，勸曹操退守大營，荀攸知道敵人的弱點，就說：“這正是殲敵的好時機，為何要退呢?”曹操與荀攸對視而笑，心意相通，於是命令士兵解鞍放馬，拋棄輜重，引誘袁軍；待袁軍逼近，爭搶輜重的時候，曹操突然命令上馬，迅猛發起攻擊，劉備敗逃，文醜被殺，大破袁軍。後在袁紹烏巢糧草被燒、軍心大亂之後，荀攸向曹操獻計說：“現在乘勝追擊，可以傳假情報說我軍將調撥人馬，一路做出攻取鄴郡的樣子；另一路做出攻打黎陽的樣子，斷袁兵歸路。袁紹如果聽說了這個傳聞，以他的多疑性格，必定會信以為真，就會分出兵力阻擊我軍。我方可乘他調兵拔寨之時，急攻袁寨，袁紹的軍隊本來就沒有什麼鬥志，定能一攻而破。”曹操聽了他的這一番話，覺得有道理，立即採用荀攸的計謀，出動三路人馬，四處揚言，散佈迷惑袁紹的消息。袁軍聽到消息急忙報告袁紹：“曹操分兵兩路：一路取鄴郡，一路去黎陽了。”袁紹信以為真，急忙派兵十萬人，分別去援救鄴郡和黎陽，連夜急行軍走了。曹操立即集中大隊兵馬，乘虛而入，沖向袁紹營寨。袁軍本來已無鬥志，官兵四處逃散，抵抗不了。袁紹連盔甲都來不及披上，帶著幼子袁尚逃奔而走，曹軍在後緊迫不舍。袁紹為了渡河逃命，把金銀財寶、圖書車輛全都丟棄，只有隨身騎兵八百多人一同逃往黎陽，曹軍獲得全勝。

### 算無遺策
202年，跟從曹操討袁譚、袁尚于黎陽。203年，曹操剛剛征討劉表，袁譚、袁尚爭冀州。袁譚遣辛毗請降求救，曹操許之，問部將。部將多認為劉表強，應先攻之，袁譚、袁尚不足為慮。荀攸說：“天下大亂，劉表坐領江、漢之間，可以看出他沒有吞併四方的志向。袁氏佔據四州之地，帶甲十萬，袁紹以寬厚得眾心，想使二子和睦以守其成業，如今他們兄弟交惡，勢不兩立。如果這兩人聯合起來，就難以擊敗他們了。現在趁他們內亂時攻打他們，河北就可以平定了，這個好機會不能失去。”曹操說：“好。”就答應袁譚請和，回去擊破袁尚。而後袁譚兵叛，荀攸跟從曹操斬譚于南皮。冀州平，曹操表奏天子曰：“軍師荀攸，自初佐臣，無征不從，前後克敵，皆攸之謀也。”於是封荀攸陵樹亭侯（屬陳留郡尉氏縣）。
207年，曹操下令論功行賞，說：“為人忠誠正直而善於密謀，為我安撫內外的人是文若，公達則次於他。”增邑四百，並前七百戶，轉為中軍師。曹操被封魏公建立魏公国时，荀攸為尚書令。

### 遺憾離去
214年，荀攸跟從曹操征孫權，在路上去世。曹操每次說起就想哭。荀攸曾病，世子曹丕問病，獨拜床下，其見尊異如此。荀攸與鍾繇交厚，鍾繇說：“我每有所行，反覆思惟，自謂無以易；以諮公達，輒複過人意。”荀攸前後設奇策共十二計，只有鍾繇知道。鍾繇整理未全就去世了，故後世不得而知，所謂“世不得尽闻也”。
正始五年冬十一月癸卯（245年1月6日），曹芳诏祀故尚书令荀攸于太祖庙庭。

## 軼闻
荀攸於建安十九年病逝，年五十八岁。荀攸與朱建平、鍾繇結交好友。荀攸早死，兒子尚幼。鍾繇幫助打理荀家，欲讓荀攸的妾改嫁。在寫給別人的信上說：「我和公達都曾讓建平相過面。建平說：『雖然荀君比較年輕，但是後事卻要托付給鍾君。』我當時說了句玩笑話：『那時我可要把你的阿騖嫁掉。』想不到他真的早逝了，戲言就要成真了！現在我要讓阿騖改嫁，使她能有個好歸宿。回想建平的妙語，不在唐舉、許負以下。」

## 家庭

### 父
- 荀彝，荀攸之父，早逝 。

### 子
- 长子荀缉，颇有父风，可惜早亡。
- 次子荀适，嗣爵，無子，絕。
- 黃初年间，紹封荀攸孫荀彪爲陵樹亭侯，邑三百戶，後轉封丘陽亭侯。

## 特徵
- 荀攸深密有智防，自為曹操籌謀獻策，而且有為人師表的特質。官渡之战为曹操献策，智破袁紹立大功，一生中曾籌劃十二道奇策，是曹操手下重要的謀臣。

## 評價
- 陳壽：「荀攸、賈詡，庶乎算無遺策，經達權變，其良、平之亞歟！」“是時荀攸常為謀主。”
- 曹操表封荀攸：「軍師荀攸，自初佐臣，無征不從，前後克敵，皆攸之謀也。」嘉許荀攸：「忠正密謀，撫寧內外，文若是也，公達其次也。」常稱：「公達外愚內智，外怯內勇，外弱內強，不伐善，無施勞，智可及，愚不可及，雖顏子、甯武不能過也。」又向身為世子的曹丕說：「荀公達，人之師表也，汝當盡禮敬之。」《魏書》載曹操令：「孤與荀公達周遊二十餘年，無毫毛可非者。」又說：「荀公達真賢人也，所謂『溫良恭儉讓以得之』。孔子稱『晏平仲善與人交，久而敬之』，公達即其人也。」「公达，非常人也，吾得与之计事，天下当何忧哉！」「军师荀攸，自初佐臣，无征不从，前后克敌，皆攸之谋也。」「荀令君之进善，不进不休；荀军师之去恶，不去不止。」
- 陈群：「荀文若、公达、休若、友若、仲豫，当今并无对。」
- 《魏志》載：「太祖素聞攸名，與語大悅，謂彧曰：『公達非常人，吾得與計事，天下當何憂哉？』」
- 傅玄：「或問近世大賢君子，答曰：『荀令君之仁，荀軍師之智，斯可謂近世大賢君子矣。』」又載曹操言：「荀令君之進善，不進不休，荀軍師之去惡，不去不止。」
- 鍾繇：「我每有所行，反覆思惟，自謂無以易；以咨公達，輒復過人意。」
- 袁宏《三國名臣頌》：「董卓之亂，神器遷逼，公達慨然，志在致命。由斯而譚，故以大存名節。至如身為漢隸而跡入魏幕，源流趣舍，抑亦文若之謂。所以存亡殊致，始終不同，將以文若既明且哲，名教有寄乎！夫仁義不可不明，則時宗舉其致；生理不可不全，故達識攝其契。相與弘道，豈不遠哉！」又詩贊：「公達潛朗，思同蓍蔡。運用無方，動攝羣會。爰初發迹，遘此顛沛。神情玄定，處之彌泰。愔愔幕裏，算無不經。亹亹通韵，跡不暫停。雖懷尺璧，顧哂連城。智能極物，愚足全生。」
- 王俭：「子房之遇汉后，公达之逢魏君，史籍以为美谈，君子称其高义。」
- 朱敬则：「神人无功，达人无迹。张子房元机孤映，清识独流。践若发机，应同急箭；优游澹泊，神交太虚，非诸人所及也。至若陈平、荀彧、贾诩、荀攸、程昱、郭嘉、田丰、沮授、崔浩、张宾等，可谓天下之菁英。帷幄之至妙，中权合变，因败为功，爰自秦汉，讫於周隋。」
- 杨炯：「孝通神明，忠定社稷。马伏波来游二帝，晏平仲能事百君。在魏则贾诩、荀攸，在周则太颠闳夭。」、「攻城野戰，張飛、關羽；奇策密謀，荀攸、賈詡。」
- 严从：「公达慷慨，总角耀奇，恶奸臣之擅命，想桓文之高举，群雄竞起，汉历寝微，翻然回虑，吐词魏幕。原其所以然者，岂不以桑榆之晖，非鲁阳可止；沟渎之节，岂仲尼所嘉？是以摄管仲之高踪，攀魏武之遐辙，全生之理，其亦远乎！」
- 武三思：「志同鱼水，契若盐梅，如魏武之得荀攸，似汉光之逢邓禹。」
- 郑艺：「运筹决胜，荀攸可比於良平。仗钺祓威，谢艾足同於方召。」
- 司马光：「攸深密有智防，自从魏公操攻讨，常谋谟帷幄，时人及子弟莫知其所言。」
- 章如愚：「至于三国，各自据其土而成鼎峙之势，亦诸人之力也。故在魏，则荀攸、贾诩之算无遗策，郭嘉、刘晔之才策谋畧，管宁之渊雅高尚，毛玠之典选清正；在吴，则周瑜、鲁肃之俦入为腹心，出为股肱，甘宁、凌统之徒奋其威，黄盖、蒋钦之属宣其力；在蜀，则诸葛孔明之长于治国，费祎、董允之志虑忠纯，向宠之性行均淑，皆一时之人杰也。」
- 洪迈：「荀彧、荀攸、郭嘉皆腹心谋臣，共济大事，无待赞说。其余智效一官，权分一郡， 无小无大，卓然皆称其职。」
- 陈亮：「攸隐于智者也，可以为智矣。攸不能安董卓之祸，汉魏之际，岂其心哉？以文若之力，因事以导之，而卒不能正也。攸于是以智隐矣。」
- 范浚：「汉高祖以陈平为腹心，或计秘，世莫得闻。荀攸从魏武攻讨，常谋谟帷幄，时人及子弟，莫知其所言。古之君臣，于机事慎密；如此其至，是以决策举亊，鲜不有成。今庙堂之上，沈机秘画，必如汉髙之与陈平，魏武之与荀攸；则何攻之不克？何战之不胜？何敌之不摧？何宼之不灭哉！」
- 刘祁：「已而诸豪割据，士大夫各欲择主立功名，如荀攸、贾诩、程昱、郭嘉、诸葛亮、庞统、鲁肃、周瑜之徒，争以智能自效。」
- 郝经：「攸亦智计之士，彧之次也。……钟繇称彧为颜子，操称攸为颜子。夫颜子，与禹稷未易地尔，岂以谲计教人簒窃者邪？故二荀之颜子，曹操之周文，曹丕之舜禹，皆以盗贼自名圣贤，欺天下之甚者也。」「公达贡筹，保身之哲。」「当是之时，魏有荀彧、荀攸、贾诩、程昱、郭嘉、董昭、刘晔、蒋济、司马懿为之谋，吴有张昭、周瑜、鲁肃、吕蒙、陆逊运其筹。」
- 王义山：「某仰惟某官学通六艺，忠贯三精，其谋略则荀攸、贾诩之密，其经济则周瑜、鲁肃之英，其吟啸则谢安、庾亮之雅，其牧御则羊祜、陆逊之仁。」
- 朱元璋：「王保保以铁骑劲兵，虎踞中原，其志殆不在曹操下，使有谋臣如攸、彧，猛将如辽、郃，予两人能高枕无忧乎。」
- 王夫之：「曹孟德推心以待智谋之士，而士之长于略者，相踵而兴。孟德智有所穷，则荀彧、郭嘉、荀攸、高柔之徒左右之，以算无遗策。」
- 罗贯中：「汉末荀公达，当时号大贤。知能过宁武，德可配颜渊。功振三分国，才成二十篇。曹丕曾下拜，声迹尚昭然！」

## 民間藝術

### 演義傳記
在中國著名歷史演義章回小說《三國演義》中，荀攸初仕大將軍何進，後棄官還鄉。曹操在兗州時，荀攸和從叔荀彧共投曹操，為曹操重用。後曹操迎天子都許，拜為軍師，隨討呂布，定河北，及官渡、赤壁之戰，屢出奇謀。及魏建，以攸為尚書令。曹操進魏王，荀攸不贊同曹操叛漢，曹操憤怒，荀攸憂憤成疾，隨後死去。

### 电视剧及电影
- 1994年电视剧《三国演义》：戴敬國、于家乃饰演荀攸
- 1999年电视剧《曹操》：于根义饰演荀攸
- 2008年电影《赤壁》及《赤壁2：決戰天下》：赵成顺饰演荀攸
- 2011年电影《關雲長》：董勇饰演荀攸
- 2017年電視劇《軍師聯盟》：楊猛飾演荀攸

### 動漫遊戲
- 《真·三國無雙8》（光榮特庫摩開發，濱田賢二配音）
- 《蒼天航路》（王欣太）
- 《火鳳燎原》（陳某）

## 著作
《魏官儀》一卷，已佚。

## 延伸阅读
[在维基数据编辑]
 《三國志/卷10》，出自陳壽《三國志》
 在维基共享资源阅览影像